# Parque Metropolitano Timiza
El Parque Metropolitano Timiza, se encuentra ubicado en el Sur de Bogotá de manera equidistante entre las localidades de Kennedy, río Tunjuelito,  (Bogotá)siendo así un lugar de beneficio mutuo para todos ellos.
Sus terrenos cuentan con escenarios deportivos como un campo de fútbol con pista de atletismo llamado La Paz con una capacidad para 10 000 personas. Además está dotado de pista de patinaje, canchas múltiples de futsal, baloncesto, tenis y senderos peatonales como una ciclorruta perimetral al parque. Igualmente se encuentra zonas de comidas, juegos infantiles y un escenario para teatro.
Amplias zonas verdes y un lago navegable con canoas de remo de una dimensión mayor a 4 hectáreas caracterizan el lugar. El afluente principal del lago es el canal Alquería-La Fragua además el parque está dividido por el cauce del Río Tunjuelito sobre el cual se construyó un puente peatonal. 
Hoy día el parque tiene más de 40 años de existencia, originalmente los lotes fueron donados por familiares del Presidente de la República Alfonso López Pumarejo al distrito y a la alcaldía de la ciudad.
Anteriormente el parque contaba con una rueda de atracción un avión y un zoológico el parque tenía como nombre hacienda casa Blanca y era del expresidente Alfonso López pulmarejo la hacienda contaba con 60 hectáreas iba desde Boitá hasta casa Blanca  el parque hoy en día cuenta con 28.9 hectáreas